# Polen i olympiska sommarspelen 1992
Polen deltog i de olympiska sommarspelen 1992 med en trupp bestående av 201 deltagare, och totalt tog landet 19 medaljer.

## Boxning
Lätt flugvikt
- Andrzej Rżany
  - Första omgången — Förlorade mot Rajendra Prasad (IND), 6:12

Flugvikt
- Leszek Olszewski

Bantamvikt
- Robert Ciba

Lättvikt
- Dariusz Snarski

Weltervikt
- Wiesław Małyszko

Mellanvikt
- Robert Buda

Lätt tungvikt
- Wojciech Bartnik

Tungvikt
- Krzysztof Rojek

## Bågskytte
Damernas individuella
- Joanna Nowicka — Åttondelsfinal, 10:e plats (1-1)
- Edyta Korotkin — Sextondelsfinal, 32:e plats (0-1)
- Iwona Okrzesik — Rankningsrunda, 50:e plats (0-0)

Herrarnas individuella
- Jacek Gilewski — Rankningsrunda, 36:e plats (0-0)
- Konrad Kwiecień — Rankningsrunda, 44:e plats (0-0)
- Sławomir Napłoszek — Rankningsrunda, 54:e plats (0-0)

Damernas lagtävling
- Nowicka, Korotkin och Okrzesik — Åttondelsfinal, 16:e plats (0-1)

Herrarnas lagtävling
- Gilewski, Kwiecien och Naploszek — Åttondelsfinal, 10:e plats (0-1)

## Fotboll
Herrar
Gruppspel
|             | Spelade | Vinster | Oavgjorda | Förluster | Gjorda mål | Insläppta mål | Poäng |
| ----------- | ------- | ------- | --------- | --------- | ---------- | ------------- | ----- |
| Polen U23   | 3       | 2       | 1         | 0         | 7          | 2             | 5     |
| Italien U23 | 3       | 2       | 0         | 1         | 3          | 4             | 4     |
| USA U23     | 3       | 1       | 1         | 1         | 6          | 5             | 3     |
| Kuwait U23  | 3       | 0       | 0         | 3         | 1          | 6             | 0     |

Slutspel
|  | Kvartsfinal             | Kvartsfinal          |                      |   | Semifinal            | Semifinal            |   |  | Final | Final |
|  |                         |                      |                      |   |                      |                      |   |  |       |       |
|  | August 1 - Valencia     |                      |                      |   |                      |                      |   |  |       |       |
|  |                         |                      |                      |   |                      |                      |   |  |       |       |
|  | Spanien U23             | 1                    |                      |   |                      |                      |   |  |       |       |
|  | Spanien U23             | 1                    | August 5 - Valencia  |   |                      |                      |   |  |       |       |
|  | Italien U23             | 0                    |                      |   |                      |                      |   |  |       |       |
|  | Italien U23             | 0                    | Spanien U23          | 2 |                      |                      |   |  |       |       |
|  | August 1 - Barcelona    |                      | Spanien U23          | 2 |                      |                      |   |  |       |       |
|  |                         | Ghana U23            | 0                    |   |                      |                      |   |  |       |       |
|  | Paraguay U23            | Ghana U23            | 0                    | 2 |                      |                      |   |  |       |       |
|  | Paraguay U23            |                      | August 8 - Barcelona | 2 |                      |                      |   |  |       |       |
|  | Ghana U23               | 4                    |                      |   |                      |                      |   |  |       |       |
|  | Ghana U23               | 4                    | Polen U23            | 2 |                      |                      |   |  |       |       |
|  | August 2 - Zaragoza     |                      | Polen U23            | 2 |                      |                      |   |  |       |       |
|  |                         | Spanien U23          | 3                    |   |                      |                      |   |  |       |       |
|  | Polen U23               | Spanien U23          | 3                    | 2 |                      |                      |   |  |       |       |
|  | Polen U23               | August 5 - Barcelona |                      | 2 |                      |                      |   |  |       |       |
|  | Qatar U23 (förlängning) | 0                    |                      |   |                      |                      |   |  |       |       |
|  | Qatar U23 (förlängning) | 0                    | Polen U23            | 6 | Bronsmatch           | Bronsmatch           |   |  |       |       |
|  | August 2 - Barcelona    |                      | Polen U23            | 6 | Bronsmatch           | Bronsmatch           |   |  |       |       |
|  |                         | Australien U23       | 1                    |   | August 7 - Barcelona | August 7 - Barcelona |   |  |       |       |
|  | Sverige U23             | Australien U23       | 1                    | 1 | August 7 - Barcelona | August 7 - Barcelona |   |  |       |       |
|  | Sverige U23             |                      |                      |   |                      | Australien U23       | 0 |  |       |       |
|  | Australien U23          | 2                    |                      |   |                      | Australien U23       | 0 |  |       |       |
|  | Australien U23          | 2                    | Ghana U23            | 1 |                      |                      |   |  |       |       |
|  |                         |                      | Ghana U23            | 1 |                      |                      |   |  |       |       |

## Friidrott
Herrarnas 800 meter
- Piotr Piekarski

Herrarnas 400 meter häck
- Paweł Woźniak
  - Heat — 50,30 (→ gick inte vidare)

Herrarnas maraton
- Jan Huruk — 2:14,32 (→ 7:a plats)
- Leszek Bebło — 2:16,38 (→ 20:a plats)
- Wiesław Perszke — 2:16,38 (→ 21:a plats)

Herrarnas 20 kilometer gång
- Robert Korzeniowski — fullföljde inte (→ ingen placering)

Herrarnas 50 kilometer gång
- Robert Korzeniowski — DSQ (→ ingen placering)

Herrarnas höjdhopp
- Artur Partyka
  - Kval — 2,26 m
  - Final — 2,34 m (→  Brons)

Herrarnas längdhopp
- Roman Golanowski
  - Kval — 7,61 m (→ gick inte vidare)

Herrarnas tresteg
- Eugeniusz Bedeniczuk
  - Kval — 16,92 m
  - Final — 16,23 m (→ 12:a plats)

- Andrzej Grabarczyk
  - Kval — 15,79 m (→ gick inte vidare)

Damernas 1 500 meter
- Małgorzata Rydz
  - Heat — 4:09,47
  - Semifinal — 4:03,83
  - Final — 4:01,91 (→ 7:a plats)

- Anna Brzezińska
  - Heat — 4:08,35
  - Semifinal — 4:15,53 (→ gick inte vidare, 11:a plats)

Damernas maraton
- Wanda Panfil — 2:47,27 (→ 22:a plats)

- Małgorzata Birbach — 2:54,33 (→ 26:a plats)

Damernas 10 kilometer gång
- Katarzyna Radtke
  - Final — 45:45 (→ 11:a plats)

- Beata Kaczmarska
  - Final — 46:34 (→ 17:a plats)

Damernas längdhopp
- Agata Karczmarek
  - Heat — 6,55 m
  - Final — 6,41 m (→ 10:a plats)

Damernas höjdhopp
- Donata Jancewicz
  - Kval — 1,92 m
  - Final — 1,88 m (→ 10:a plats)

- Katarzyna Majchrzak
  - Kval — 1,88 m (→ gick inte vidare)

- Beata Holub
  - Kval — 1,90 m (→ gick inte vidare)

Damernas kulstötning
- Krystyna Danilczyk-Zabawska

Damernas spjutkastning
- Genowefa Patla

Damernas sjukamp
- Urszula Włodarczyk
- Maria Kamrowska

## Fäktning
Herrarnas florett
- Marian Sypniewski
- Piotr Kiełpikowski
- Adam Krzesiński

Herrarnas florett, lag
- Marian Sypniewski, Piotr Kiełpikowski, Adam Krzesiński, Cezary Siess, Ryszard Sobczak

Herrarnas värja
- Sławomir Nawrocki
- Maciej Ciszewski
- Witold Gadomski

Herrarnas värja, lag
- Sławomir Nawrocki, Maciej Ciszewski, Witold Gadomski, Marek Stępień, Sławomir Zwierzyński

Herrarnas sabel
- Robert Kościelniakowski
- Janusz Olech
- Marek Gniewkowski

Herrarnas sabel, lag
- Marek Gniewkowski, Norbert Jaskot, Jarosław Kisiel, Robert Kościelniakowski, Janusz Olech

Damernas florett
- Anna Sobczak
- Barbara Wolnicka-Szewczyk
- Monika Maciejewska

Damernas florett, lag
- Katarzyna Felusiak, Monika Maciejewska, Anna Sobczak, Barbara Wolnicka-Szewczyk, Agnieszka Szuchnicka

## Modern femkamp
Herrarnas individuella tävling
- Arkadiusz Skrzypaszek — 5559 poäng (→  Guld)
- Dariusz Goździak — 5254 poäng (→ 10:e plats)
- Maciej Czyżowicz — 5205 poäng (→ 19:e plats)

Herrarnas lagtävling
- Skrzypaszek, Goździak och Czyżowicz — 16018 poäng (→  Guld)

## Ridsport
| Idrottare                                                        | Häst    | Gren                    | Dressyr | Dressyr   | Terräng | Terräng | Terräng   | Hoppning | Hoppning | Hoppning  | Totalt | Totalt    |
| Idrottare                                                        | Häst    | Gren                    | Dressyr | Dressyr   | Terräng | Terräng | Terräng   | Final    | Final    | Final     | Totalt | Totalt    |
| Idrottare                                                        | Häst    | Gren                    | Straff  | Placering | Straff  | Totalt  | Placering | Straff   | Totalt   | Placering | Straff | Placering |
| ---------------------------------------------------------------- | ------- | ----------------------- | ------- | --------- | ------- | ------- | --------- | -------- | -------- | --------- | ------ | --------- |
| Arkadiusz Bachur                                                 | Chutor  | Individuell fälttävlan  | 66,00   | 47        | 107,60  | 173,00  | 51        | 25,00    | 198,60   | 50        | 198,60 | 50        |
| Bogusław Jarecki                                                 | Fant    | Individuell fälttävlan  | 65,20   | 44        | 73,20   | 138,40  | 36        | 40       | 178,40   | 42        | 178,40 | 42        |
| Jacek Krukowski                                                  | Ibis    | Individuell fälttävlan  | 73,40   | 65        | 74,00   | 147,40  | 42        | 10,00    | 157,40   | 33        | 157,40 | 33        |
| Piotr Piasecki                                                   | Igrek   | Individuell fälttävlan  | 92,00   | 80        | 51,60   | 143,60  | 38        | 15,00    | 158,60   | 35        | 158,60 | 35        |
| Bogusław Jarecki Arkadiusz Bachur Jacek Krukowski Piotr Piasecki | Se ovan | Lagtävling i fälttävlan | 204,60  | 15        | 198,80  | 429,40  | 11        | 50       | 494,40   | 9         | 494,40 | 9         |

## Rodd
Herrar
| Idrottare                                                                    | Gren              | Heat    | Heat      | Återkval | Återkval  | Semifinal C-D | Semifinal C-D | Semifinal | Semifinal | Final   | Final     | Final |
| Idrottare                                                                    | Gren              | Tid     | Placering | Tid      | Placering | Tid           | Placering     | Tid       | Placering | Tid     | Placering |       |
| ---------------------------------------------------------------------------- | ----------------- | ------- | --------- | -------- | --------- | ------------- | ------------- | --------- | --------- | ------- | --------- | ----- |
| Kajetan Broniewski                                                           | Singelsculler     | 7:11,01 | 2 R       | 7:01,64  | 1 Q       | i.u.          | i.u.          | 7:02,65   | 3 Q       | 6:56,82 |           |       |
| Andrzej Marszałek Andrzej Krzepińśki                                         | Tvåa utan styrman | 6:33,51 | 3 R       | 6:41,27  | 1 Q       | i.u.          | i.u.          | 6:19,98   | 3 Q       | 6:24,32 | 5         |       |
| Piotr Basta Tomasz Mruczkowski Bartosz Sroga                                 | Tvåa med styrman  | 7:02,12 | 1 Q       | BYE      | BYE       | i.u.          | i.u.          | 6:53,97   | 4 FB      | 7:04,37 | 7         |       |
| Marek Gawkowski Piotr Bujnarowski Cezary Jędrzycki Jarosław Janowski         | Scullerfyra       | 5:54,13 | 4 R       | 5:59,03  | 3 Q       | i.u.          | i.u.          | 6:05,31   | 5 FB      | 6:01,18 | 11        |       |
| Jacek Streich Wojciech Jankowski Tomasz Tomiak Maciej Łasicki Michał Cieślak | Fyra med styrman  | 6:27,24 | 5 R       | 6:16,93  | 2 Q       | i.u.          | i.u.          | i.u.      | i.u.      | 6:03,27 |           |       |

## Segling
Herrar
| Seglare                        | Gren    | Lopp | Lopp | Lopp | Lopp | Lopp | Lopp | Lopp | Lopp | Lopp | Lopp | Nettopoäng | Slutpoäng |
| Seglare                        | Gren    | 1    | 2    | 3    | 4    | 5    | 6    | 7    | 8    | 9    | 10   | Nettopoäng | Slutpoäng |
| ------------------------------ | ------- | ---- | ---- | ---- | ---- | ---- | ---- | ---- | ---- | ---- | ---- | ---------- | --------- |
| Piotr Olewiński                | Lechner | 30   | 28   | 23   | PMS  | 25   | PMS  | 23   | 21   | 15   | 12   | 276.0      | 28        |
| Marek Chocian Zdzislaw Staniul | 470     | 17   | 15   | 15   | 24   | 20   | PMS  | 17   | i.u. | i.u. | i.u. | 144.0      | 21        |

Damer
| Seglare          | Gren    | Lopp | Lopp | Lopp | Lopp | Lopp | Lopp | Lopp | Lopp | Lopp | Lopp | Nettopoäng | Slutpoäng |
| Seglare          | Gren    | 1    | 2    | 3    | 4    | 5    | 6    | 7    | 8    | 9    | 10   | Nettopoäng | Slutpoäng |
| ---------------- | ------- | ---- | ---- | ---- | ---- | ---- | ---- | ---- | ---- | ---- | ---- | ---------- | --------- |
| Joanna Burzynska | Lechner | 10   | 8    | 9    | DSQ  | 10   | 6    | 11   | 11   | 7    | 2    | 122.7      | 9         |

## Simhopp
| Hoppare             | Gren          | Kval   | Kval      | Final            | Final            |
| Hoppare             | Gren          | Poäng  | Placering | Poäng            | Placering        |
| ------------------- | ------------- | ------ | --------- | ---------------- | ---------------- |
| Grzegorz Kozdrański | Herrarnas 3 m | 228,06 | 32        | Gick inte vidare | Gick inte vidare |
| Grzegorz Kozdrański | Damernas 10 m | 322,83 | 22        | Gick inte vidare | Gick inte vidare |

## Tennis
| Spelare                              | Gren      | Omgång 1                                             | Omgång 2          | Åttondelsfinaler  | Kvartsfinaler     | Semifinaler       | Final / BM        | Final / BM       |
| Spelare                              | Gren      | Motståndare Poäng                                    | Motståndare Poäng | Motståndare Poäng | Motståndare Poäng | Motståndare Poäng | Motståndare Poäng | Placering        |
| ------------------------------------ | --------- | ---------------------------------------------------- | ----------------- | ----------------- | ----------------- | ----------------- | ----------------- | ---------------- |
| Katarzyna Nowak                      | Damsingel | Julie Halard (FRA) L 4-6, 6-7                        | Gick inte vidare  | Gick inte vidare  | Gick inte vidare  | Gick inte vidare  | Gick inte vidare  | Gick inte vidare |
| Magdalena Mróz Katarzyna Teodorowicz | Damdubbel | Mercedes Paz Patricia Tarabini (ARG) L 6-4, 4-6, 3-6 | Gick inte vidare  | Gick inte vidare  | Gick inte vidare  | Gick inte vidare  | Gick inte vidare  | Gick inte vidare |